# Jean-Baptiste Guillaume
Jean-Baptiste Guillaume (de) Gevigney (bekend als abbé de Gevigney, Besançon, 20 januari 1729 - Dijon, 8 september 1802) was een Frans priester en archivaris. Hij is berucht als dief en heler van archiefstukken.

## Leven en werk
Guillaume was de zoon van een procureur van het Parlement van Besançon, een hoge rechtbank, die in 1755 in de adelstand werd verheven. Hij liep school aan het jezuïetencollege van Besançon en ging daarna naar het seminarie. In 1753 werd hij tot priester gewijd.
Via zijn vader had hij kennis gemaakt met het archiveren en hij werd door verschillende lokale instellingen aangesteld om hun archieven te beheren: het aartsbisdom, het kapittel van de kathedraal, het parlement en de rekenkamer. Al snel ging hij over tot het verdonkeremanen van documenten. Van de 7000 middeleeuwse testamenten onder zijn beheer bleven er maar 700 over. Guillaume breidde zijn activiteiten ook uit naar de Franche-Comté, Bourgondië en Lotharingen. Hij gebruikte de documenten om valse genealogieën samen te stellen die hij verkocht. Een voorbeeld is de Histoire généalogique des sires de Salins au comté de Bourgogne (1757-1758). Met de opbrengsten kocht hij kunst aan. In 1757 werd hij lid van de Académie de Besançon.
In 1761 vestigde hij zich in Parijs. Hij verkocht er originele stukken aan het Département des titres et généalogies en werd er archivaris van verschillende edellieden. Hij kreeg een vaste betrekking aan het Département des titres et généalogies en werd in april 1779 benoemd tot garde, hoofd van dit departement. Ook daar ging hij door met het stelen van archiefstukken. In 1784 werd er na een anonieme klacht een onderzoek wegens diefstal en heling geopend, met name van stukken in de collectie de Gaignières. Guillaume vluchtte naar Percey en huwde daar met zijn dienstmeid. Het onderzoek leidde tot niets en na de revolutie werd hij nog lid van het gemeentebestuur van Dijon. Hij stierf in die stad in 1802.
Delen van de gestolen collecties van abbé de Gevigney bevinden zich in de Bodleian Library in Oxford en de Archives départementales de la Côte-d'Or (fonds Gevigney).